# A Cattle Rustler's Father
A Cattle Rustler's Father (o The Cattle Rustler's Father) è un cortometraggio muto del 1911 interpretato e diretto da Arthur Mackley.

## Produzione
Il film fu prodotto dalla Essanay Film Manufacturing Company. Fu girato in California, a San Rafael e la Lago Tahoe.

## Distribuzione
Distribuito dalla General Film Company, il film - un cortometraggio di una bobina - uscì nelle sale cinematografiche USA il 18 novembre 1911.